# Betula dahurica
Espèce
Statut de conservation UICN

 LC  : Préoccupation mineure
Betula dahurica, le bouleau de Mongolie est une espèce de bouleau présente en de la Sibérie au Japon.

## Description

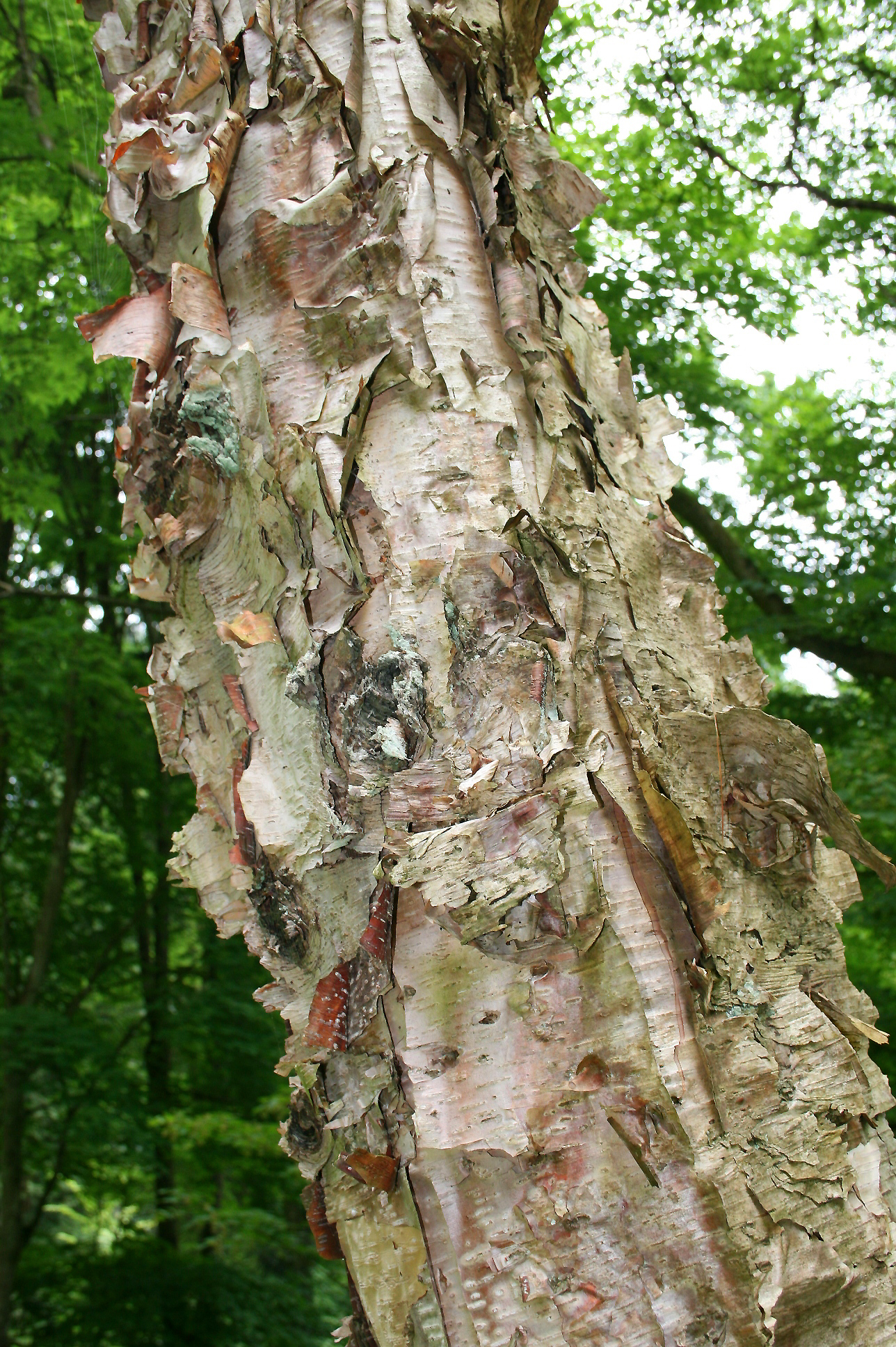
Écorce de Betula dahurica se délitant

C’est un arbre de taille moyenne poussant à une hauteur variant entre 10 et 20 m, à feuillage caduc, a port étalé et en boule, à tronc unique ou en cépée, présentant une écorce  brun noir à beige argentée et brun caramel, des branches rouge-brun ou brun foncé, brillantes et glabres et des rameaux aux glandes résineuses denses. Les feuilles de forme ovale, sont simples et alternées. Elles ont de 4 à 8 cm de longueur et de 3,5 à 5,5 cm de largeur et ont des marges crénelées. Elles sont de couleur vert moyen à vert sombre et glabre sur le dessus. La floraison a lieu en été, la fleur femelle se présentant sous la forme d'un cône érigé ou pendant et la fleur mâle sous la forme d'un chaton.

## Écologie et répartition
Betula dahurica pousse dans les forêts mixtes sèches ou humides et se retrouve sur les pentes ensoleillées et les rochers au sommet des montagnes entre 400 et 1300 m d'altitude  en Russie sibérienne, en Mongolie, en Chine, en Corées et au Japon,.

## Usages
Le bouleau de Mongolie produit un bois dur et dense qui est utilisé dans la construction de maisons et pour la fabrication d'outils agricoles et de meubles. En dehors de son aire de répartition naturelle, il est utilisé en tant qu'arbre d'ornement où il est apprécié pour sa faculté d’adaptation sur sol pauvre et humide et la beauté de son écorce.

## Synonymie
Betula dahurica a pour synonymes :
- Betula dahurica var. typica Regel
- Betula davurica Pall.
- Betula wataica Mayr